# Yōji Takikawa
Yōji Takikawa (滝川洋二?, Takikawa Yōji; prefettura di Okayama, 1949) è un docente giapponese.

## Biografia
Yōji Takikawa nacque nella prefettura di Okayama nel 1949. Si diplomò alla Tokyo Metropolitan Shinjuku High School. Nel 1972 si laureò presso il dipartimento di fisica alla facoltà di scienza e tecnologia dell'Università di Saitama. Nel 1975 completò la laurea specialistica all'Università Gakugei di Tokyo.
Dal 1979 fu un insegnante di fisica dell'International Christian University High School. Nel 1984 completò il corso di dottorato al collegio dell'International Christian University. La tesi di dottorato fu Studio del processo di riconoscimento della natura basato sull'analisi delle lezioni: la meccanica dell'apprendimento come esempio.
Nel 1986 fondò il Circolo della pratica per l'educazione fisica, che è il predecessore della società non a scopo di lucro indicata Laboratorio Galileo, che fornì esperimenti straordinari in fisica agli studenti di molte regioni, e in seguito ne fu presidente.
Dal settembre 1999 all'agosto 2000 studiò all'estero, in Inghilterra, per condurre ricerche di curriculum di educazione scientifica. Imparò dall'Università di Leeds e dalla scuola di formazione per insegnanti dell'Università di Cambridge. La sua relazione sull'educazione scientifica britannica, che si sviluppò drammaticamente negli anni novanta, fu ben accolta in Giappone.
Dal 2006 al 2010 fu professore in visita presso la facoltà di arti liberali dell'Università imperiale di Tokyo. Nel 2010 entrò a far parte della facoltà dell'istituto di ricerca di sviluppo educativo presso l'Università di Tokai come professore. Nel 2012 divenne direttore dell'istituto di ricerca di sviluppo educativo.

## Premi
- Premio per lo sviluppo della leadership giovanile dalla Soroptimist Nippon Foundation nel 2004;
- Premio per la scienza e la tecnologia del Ministro della pubblica istruzione, della cultura, dello sport, della scienza e della tecnologia nell'aprile 2005.

## Filmografia
- 2011: Detective Conan (episodi 636-637): sé stesso (doppiatore).